# Beatriz Ramos
Beatriz Pederneiras Ramos (Rio de Janeiro, 9 de outubro de 1898 — Florianópolis, 1 de junho de 1991), também conhecida como Sizete, foi a primeira-dama do país durante a presidência de seu marido, Nereu Ramos, 20.º presidente do Brasil, entre 11 de novembro de 1955 e 31 de janeiro de 1956, e a segunda-dama brasileira de 1946 a 1951. Durante 10 anos, entre 1935 e 1945, foi a primeira-dama de Santa Catarina.

## Vida pessoal
Filha de Nicolau Oscar Paranhos Pederneiras e Avelina Francilvina França Leite. Beatriz e seu marido tiveram quatro filhos: Olga Ramos de Paula, nascida em 29 de junho de 1917; Nereu Ramos Filho, nascido em 27 de julho de 1918; Murilo Pederneiras Ramos, nascido em 27 de junho de 1919; e Rubens Pederneiras Ramos, nascido em 13 de dezembro de 1921.
Ficou viúva em 1958, quando Nereu Ramos faleceu em um acidente aéreo.

## Primeira-dama de Santa Catarina
Beatriz se tornou a primeira-dama de Santa Catarina em 1935. No papel que exerceu por pouco mais de dez anos, foi pioneira da implantação da Legião Brasileira de Assistência (LBA) no Estado, em meados de 1942.  Recebeu uma carta da então primeira-dama do Brasil Darcy Vargas pedindo que fosse implantada em Santa Catarina a entidade de apoio assistencial:
Do Rio de Janeiro:
Senhora Nereu Ramos – Florianópolis.
Em vista das grandes dificuldades que atravessam o nosso país, a mulher brasileira será chamada a cumprir importante missão na proteção ás famílias dos nossos bravos soldados e execução de todos os deveres civis que forem necessários. Com esse objetivo foi fundada nesta Capital, sob a égide da Federação das Associações Comerciais do Brasil, a Legião Brasileira de Assistência. Desejando estender a todo o país os benefícios desta organização, sugerimos que assuma nesse Estado a direção do movimento, em conjunto com a Associação Comercial, que a procurará imediatamente. Muito grata por sua colaboração, saúda cordialmente Darcy S. Vargas.
Beatriz Ramos respondeu pouco tempo depois agradecendo "com as mais efusivas congratulações" pela generosa e patriótica iniciativa da primeira-dama brasileira, pedindo que acolhesse a certeza de que não ela "poupou esforços" para corresponder o "honroso apelo" de dona Darcy.
A Comissão da LBA no Estado de Santa Catarina teve em sua formação inicial a Beatriz Ramos, como primeira-dama do Estado, o Secretário Jaú Guedes, o Tesoureiro Américo Souto e demais funcionários. No dia em que fundou a Legião Brasileira de Assistência em Santa Catarina, Beatriz Ramos mandou um telegrama "a todas as senhoras esposas de prefeitos municipais, dando-lhes instruções e concitando-as a desenvolver esforços no sentido da concretização dos centros municipais".
Em 7 de setembro de 1943, viajou até Blumenau para ser paraninfa da turma da turma de alertadoras.

## Primeira-dama do Brasil
Seu marido que era o terceiro na linha de sucessão presidencial, assumiu a Presidência do Brasil em 11 de novembro de 1955, após alguns fatores históricos. Beatriz logo emerge como a primeira-dama do Brasil.
Beatriz Ramos deixou ao Museu da República, localizado no Palácio do Catete, um pequeno livro de orações que se encaixa em um ovo de madrepérola, datado de 1700.

## Homenagens
Em 1943, recebeu uma homenagem durante uma partida de futebol em Santa Catarina. O prêmio para o vencedor do torneio era a Taça Beatriz Paranhos Pederneiras Ramos.
O "Hospital Beatriz Ramos", em Indaial, recebeu o nome da ex-primeira-dama.